# Kaple svatého Cyrila a Metoděje (Červený Kostelec)
Hřbitovní kaple svatého Cyrila a Metoděje je římskokatolická kaple v Červeném Kostelci. Patří do farnosti Červený Kostelec.

## Historie
Hřbitovní kaple byla dostavěna a vysvěcena v roce 1865. Interiér zdobí dva obrazy místního rodáka, akademického malíře Gustava Vacka: Bolestná Panna Marie na oltáři a Panna Marie s Ježíškem ve slávě u vchodu.

## Varhany
Varhany pocházejí z roku 1873, po opravě a doplnění rejstříkové dispozice mohou být využívány nejen k liturgickým účelům, ale i jako koncertní nástroj.

## Zajímavost
Zajímavou epizodou z historie kaple jsou události o Velikonocích 1921, kdy kapli pro své účely zabrali členové Církve československé husitské. Zábory kostelů byly v této době realitou nově vznikající církve, která na většině míst neměla vlastní bohoslužebné prostory. Poté, co se členové Církve československé husitské do kaple vloupali, nechali vyrobit nový zámek. Spor o kapli vyvrcholil 21. května 1921, kdy se přímo na hřbitově strhla rvačka mezi "čechoslováky" a katolíky. Poté byla celá věc řešena soudní cestou. Soud rozhodl, že násilím zabraná kaple musí být vrácena církvi římskokatolické. Členové CČS poté zakoupili sborový dům v tehdejší Jakubské ulici (dnešní ulice Manželů Burdychových) a v letech 1926–1927 k němu přistavěli nový chrám.